# Георги Атанасов (индустриалец)
 Тази статия е за българския индустриалец.  За неговия син вижте Георги Атанасов (алпинист).  
Георги Атанасов Атанасов е български инженер, предприемач и индустриалец, двигател за създаването на тежката индустрия и машиностроенето в България след Освобождението. Атанасов е акционер, по-късно главен директор на дружеството „Гранитоид“, както и виден дарител.

## Биография
Роден е на 23 февруари 1874 година в Сливен, в бедно семейство на бежанци от Дебър и Одрин. След смъртта на бащата най-големият брат поема грижата за своите шестима братя и сестри.
Начално и средно образование завършва в родния си град. Като ученик проявява забележителна математическа дарба и получава стипендия от Министерството на войната за следване в Техническата военна академия във Виена (1892 – 1896). След дипломирането си е произведен в чин подпоручик. Служи в Инженерните войски като преподавател в специалните класове, превежда материали и книги по военно-инженерно дело. Напуска офицерската служба, за да следва инженерство, и завършва Висшето техническо училище в Дрезден (1898 – 1900). Специализира в една от най-големите фабрики за железни конструкции в Дуисбург. Проектира един от мостовете над река Дунав в Будапеща. Завръща се в България като специалист по мостове и железници.
Завежда отдела в Дирекцията на железници, отговарящ за построяването и поддържането на жп мостовете в страната. От 1905 година е в предприятието за изграждането на жп линията София – Кюстендил, където става началник на техническо бюро и работи по линията до завършването ѝ.
В 1908 година става един от основателите на командитното дружествово „Гранитоид“ за бетонни и железобетонни изделия и постройки, заедно с Едуард Наудашер, Иван Буров и Никола Иванов. По-късно е назначен за негов директор, главен директор и председател на УС на дружеството. Собственик е на фабрики за производство на цимент в с. Батановци (Пернишко), на железни конструкции, течен кислород, гипс и други.
Участва в Балканската война, като същевременно се грижи започналото строителство на циментова фабрика да не спира и тя започва да работи през 1914 година. През Първата световна война е запасен поручик, офицер за поръчки в управлението на началника на инженерни войски в щаба на действащата армия. За отличия и заслуги през втория период на войната е награден с орден „За военна заслуга“, V степен.
Благотворителната дейност на Георги Атанасов е щедра и многостранна. Прави дарения за построяването на паметници, обществени сгради, за стипендии за даровити ученици и развитие на учебното дело. Лъвът пред Паметника на незнайния войн в София (скулптор Андрей Николов), паметникът на Хаджи Димитър в центъра на Сливен са направени с дарения от него (за паметника – 50 000 лева). Сградата на БИАД в София е построена с дарени от него цимент и желязо. За сливенската мъжка гимназия „Добри П. Чинтулов“ през 1932 г. прави дарение от 100 хил. лв, с което се образува фонд „Инж. Георги Атанасов“, от лихвите на който всяка година да се дават награди на двама абитуриенти, отличници по математика, а на годишните актове на гимназията се дават награди за насърчаване на изучаването на математическите науки.
Със съпругата си, също от Сливен, имат трима сина. Най-малкият от тях, също Георги Атанасов (Джиджи), става виден алпинист и професор по алпинизъм.
Умира в 1945 година. Цялата му собственост е национализирана. Семейната къща на ул. „Шипка“ 7 е предоставяна на няколко консулства.

## Памет
На инженер Георги Атанасов е наречена улица в квартал „Люлин“ в София (Карта).